# San Pantaleo iuxta Flumen
San Pantaleo iuxta Flumen, även benämnd San Pantaleo Affine, var en kyrkobyggnad i Rom, helgad åt den helige Pantaleon. Kyrkan var belägen vid Via Giulia i Rione Ponte. 

## Kyrkans namn
Tillnamnet ”iuxta Flumen” är latin och betyder ”vid floden”, vilket åsyftar Tibern. ”Affine” utgör en etymologisk förvrängning av ”iuxta Flumen” eller ”ad Flumen” (”vid floden”) eller ”ad Finem”, det vill säga ”vid gränsen”, i detta sammanhang åsyftande vid gränsen för det bebyggda området.

## Kyrkans historia
Kyrkan uppfördes sannolikt under 1100-talet. Dess första dokumenterade omnämnande – S. Pantaleonis affinem – förekommer i en bulla promulgerad år 1186 av påve Urban III; bullan uppräknar den bland filialerna till församlingskyrkan San Lorenzo in Damaso. År 1218 underställdes San Pantaleo församlingskyrkan Santi Celso e Giuliano tillsammans med två andra kyrkor: Sant'Angelo de Miccinellis och San Salvatore de Inversis.
Därtill förekommer kyrkans namn i Il catalogo di Torino (cirka 1320) som Ecclesia sancti Panthaleonis iuxta flumen och i Il catalogo del Signorili (cirka 1425) som sci. Pantalionis.
Enligt en numera försvunnen inskription restaurerades kyrkan år 1344.
Påve Leo X överlät år 1519 kyrkan åt Compagnia della Pietà dei Fiorentini, ett brödraskap som hade bildats 1448 av florentinska köpmän i Rom för att vårda pestsmittade. Brödraskapet lät riva San Pantaleo-kyrkan och påbörjade uppförandet av San Giovanni dei Fiorentini.